# Industriebrunnen
Der Industriebrunnen ist ein öffentlicher Brunnen in Düsseldorf auf dem Fürstenplatz. Der Brunnen steht unter Denkmalschutz.

## Geschichte

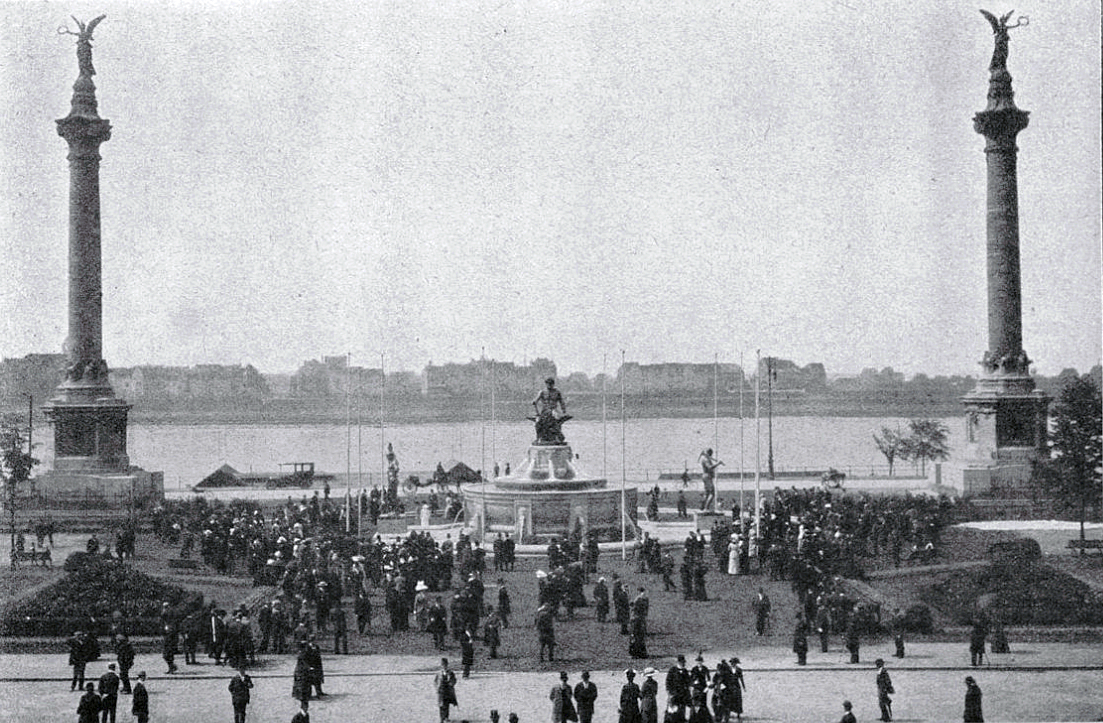
Der Brunnen vor dem Ausstellungspalast in Düsseldorf wurde am 3. Mai 1913 enthüllt.

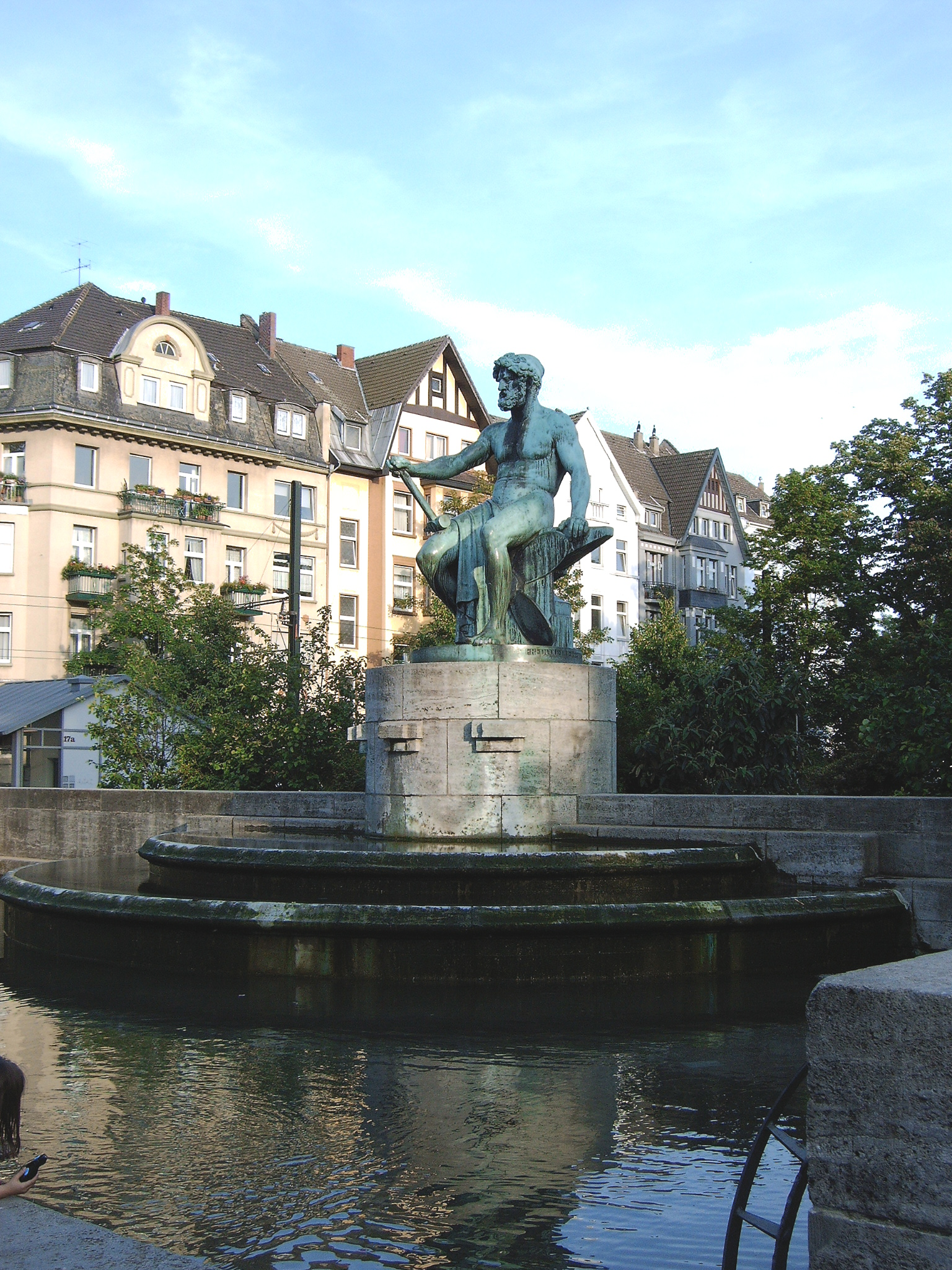
Der Schmied Vulkan

### 1908–1925
Im Jahr 1908 lobte der in Düsseldorf ansässige Central-Gewerbe-Verein für Rheinland, Westfalen und benachbarte Bezirke einen Wettbewerb für eine Brunnenanlage vor dem Düsseldorfer Kunstpalast aus. Als eine „Versinnbildlichung der Eisenindustrie und des Bergbaues“ sollte sie an die 1902 auf dem Gelände am Rheinufer (damals Kaiser-Wilhelm-Park, heute Rheinpark) veranstaltete Industrie- und Gewerbeausstellung erinnern. Unter den 44 eingereichten Entwürfen konnte die mit dem Maler Fritz Roeber, dem Maler Georg Oeder, dem Architekten Wilhelm Kreis und dem Düsseldorfer Gartendirektor Walter von Engelhardt prominent besetzte Jury jedoch keinen 1. Preis vergeben, also auch keinen Entwurf zur Ausführung empfehlen. Es war zunächst geplant, den Verfassern der in engere Wahl genommenen Entwürfe in einer zweiten Wettbewerbsstufe (einem engeren Wettbewerb) die Gelegenheit zur Überarbeitung zu geben.
Der Brunnen entstand schließlich in seiner ursprünglich vorgesehenen Form in den Jahren 1911 bis 1913. Während der Düsseldorfer Architekt Gotthold Nestler die eigentliche Brunnenanlage gestaltete, schuf der Bildhauer Friedrich Coubillier die drei Bronzefiguren „Schmied Vulkan“, „Bergmann“ und „Hüttenarbeiter“. Bergmann und Hüttenarbeiter sind im Lendenschurz dargestellt. Der Bronzeguss der Figuren fand in der Kunstgießerei Lauchhammer statt.
Anlässlich der Eröffnung der Großen Kunstausstellung 1913 wurde der Industriebrunnen vor dem ehemaligen Kunstpalast eingeweiht. Im Jahre 1925 wurde der Brunnen dort wegen der umfangreichen Neubauten am Ehrenhof abgebaut.

### Ab 1939
1939 wurden die drei Skulpturen auf dem Fürstenplatz in der Friedrichstadt in einer neuen Anlage aufgestellt. 1942 sollten die Figuren als Metallspende des Deutschen Volkes für Rüstungszwecke eingeschmolzen werden und wurden entfernt. Sie blieben jedoch unversehrt, und 1950 erfolgte ihre Wiederaufstellung.
Die Kunstgießerei Schmäke in Düsseldorf ersetzte 2005 die verrosteten Eisenverankerungen durch Edelstahlelemente.